# Neil Cochran
Neil Cochran (Reino Unido, 12 de abril de 1965) es un nadador británico retirado especializado en pruebas de cuatro estilos, donde consiguió ser medallista de bronce olímpico en 1984 en los 200 metros.

## Carrera deportiva
En los Juegos Olímpicos de Los Ángeles 1984 ganó la medalla de bronce en los 200 metros libre, con un tiempo de 2:04.38 segundos, tras el canadiense Alex Baumann y el estadounidense Pablo Morales; en cuanto a las pruebas por equipo, ganó también el bronce en los relevos de 4x200 metros estilo libre, con un tiempo de 7:24.78 segundos, tras Estados Unidos y Alemania Occidental.